# Rondiella
Rondiella (en asturiano y oficialmente, Posada) es una parroquia en el concejo asturiano de Llanera, en España.
Situada en el centro del concejo, comprende los lugares de Abarrio (Abarrío), Severies y Posada, capital del concejo.
Tiene una superficie de 5,9 km² y una población de 3285 habitantes (INE 2020), pertenecientes casi por completo a Posada.